# Rocca Barbena
La Rocca Barbena (1.142 m s.l.m.) è una montagna delle Prealpi Liguri (nella sezione alpina Alpi Liguri); si trova in provincia di Savona.

## Descrizione

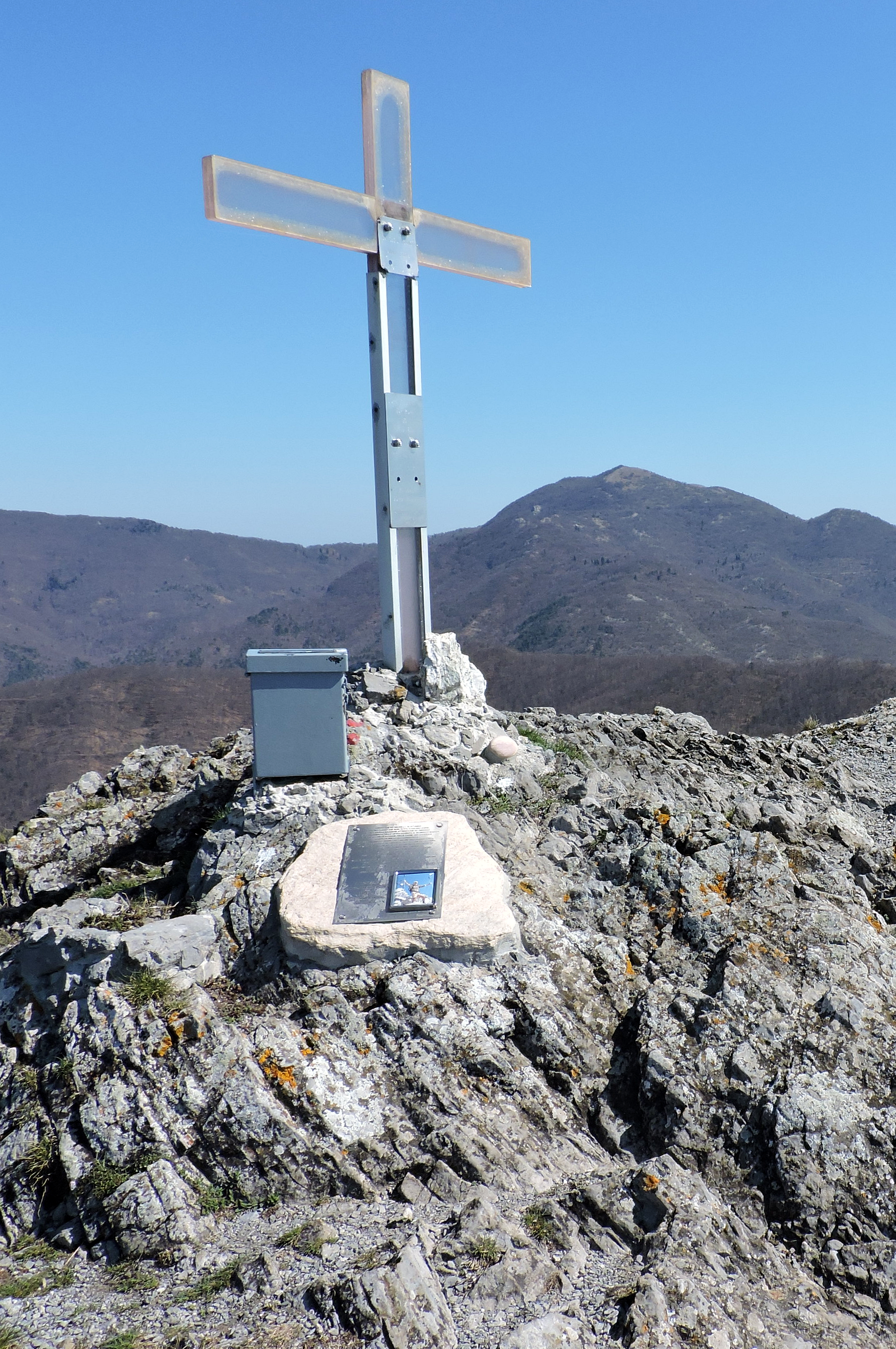
Croce di vetta (sullo sfondo il Carmo)

La montagna è collocata sulla catena principale alpina e sovrasta da nord Castelvecchio di Rocca Barbena, comune al quale dà il nome. La parete nord si affaccia invece sull'ampia conca di Bardineto. Verso nord-ovest il Colle Scravaion (814 m) la separa dal vicino Monte Lingo (1103 m), mentre a est lo spartiacque ligure/padano continua con il colletto Bianco (935 m), il monte Subanco (o Sebanco, 983 m) e il Giogo di Toirano.
A differenza di altre montagne della zona la Rocca Barbena si presenta rocciosa e a tratti dirupata, in particolare sul versante nord.
Da un punto di vista amministrativo il monte ricade interamente in comune di Castelvecchio di Rocca Barbena, mentre da quello idrografico si trova sul confine tra i bacini del Neva (a sud) e della Bormida di Millesimo. Sulla cima, dalla quale si gode di un vastissimo panorama, sorge una croce alla base della quale un contenitore metallico protegge il libro di vetta.

## Geologia
La Rocca Barbena è nota ai geologi per la presenza di dolomie risalenti al Triassico, stratigraficamente collegate con quelle del vicino Monte Lingo.

## Accesso alla cima

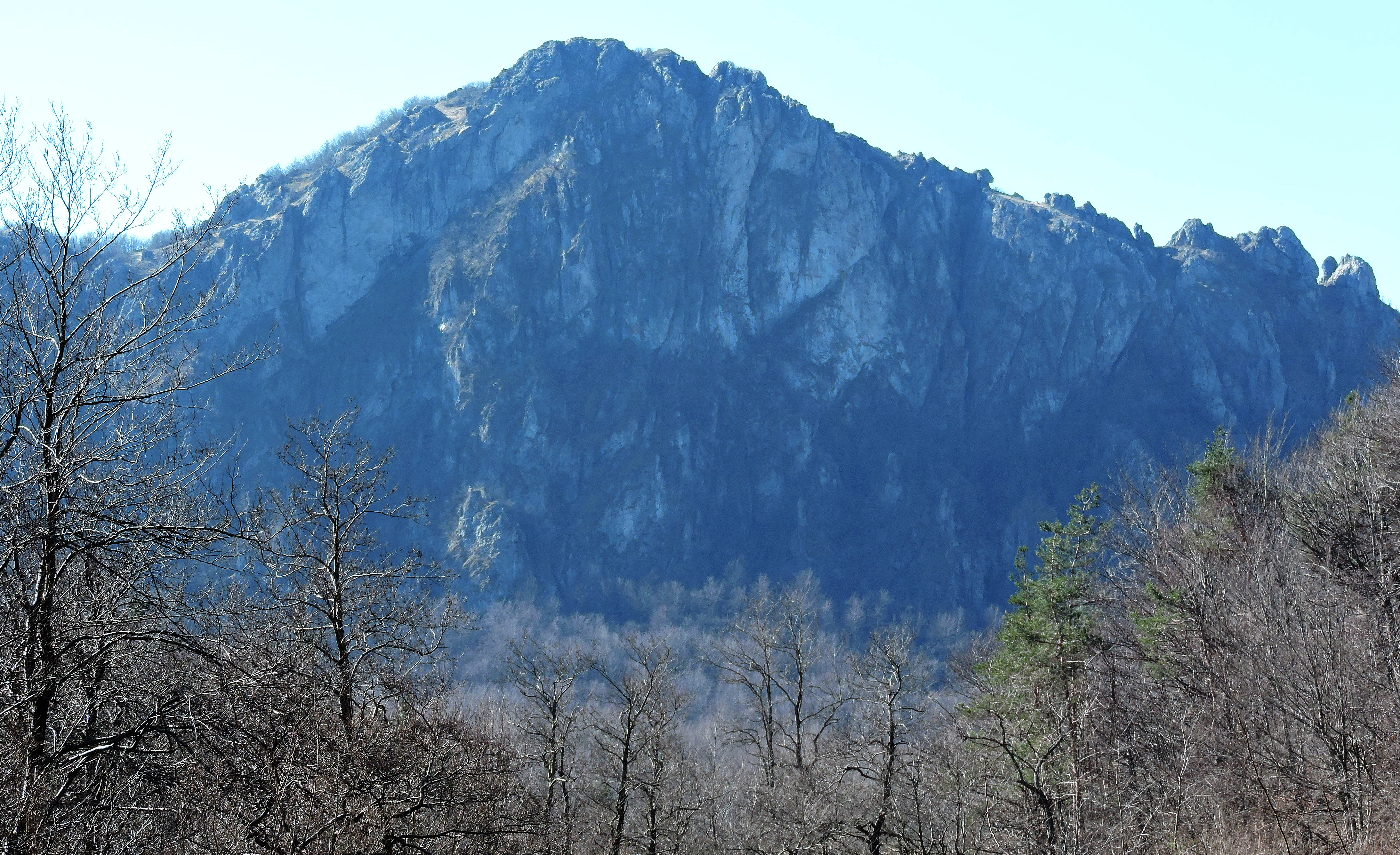
Versante settentrionale

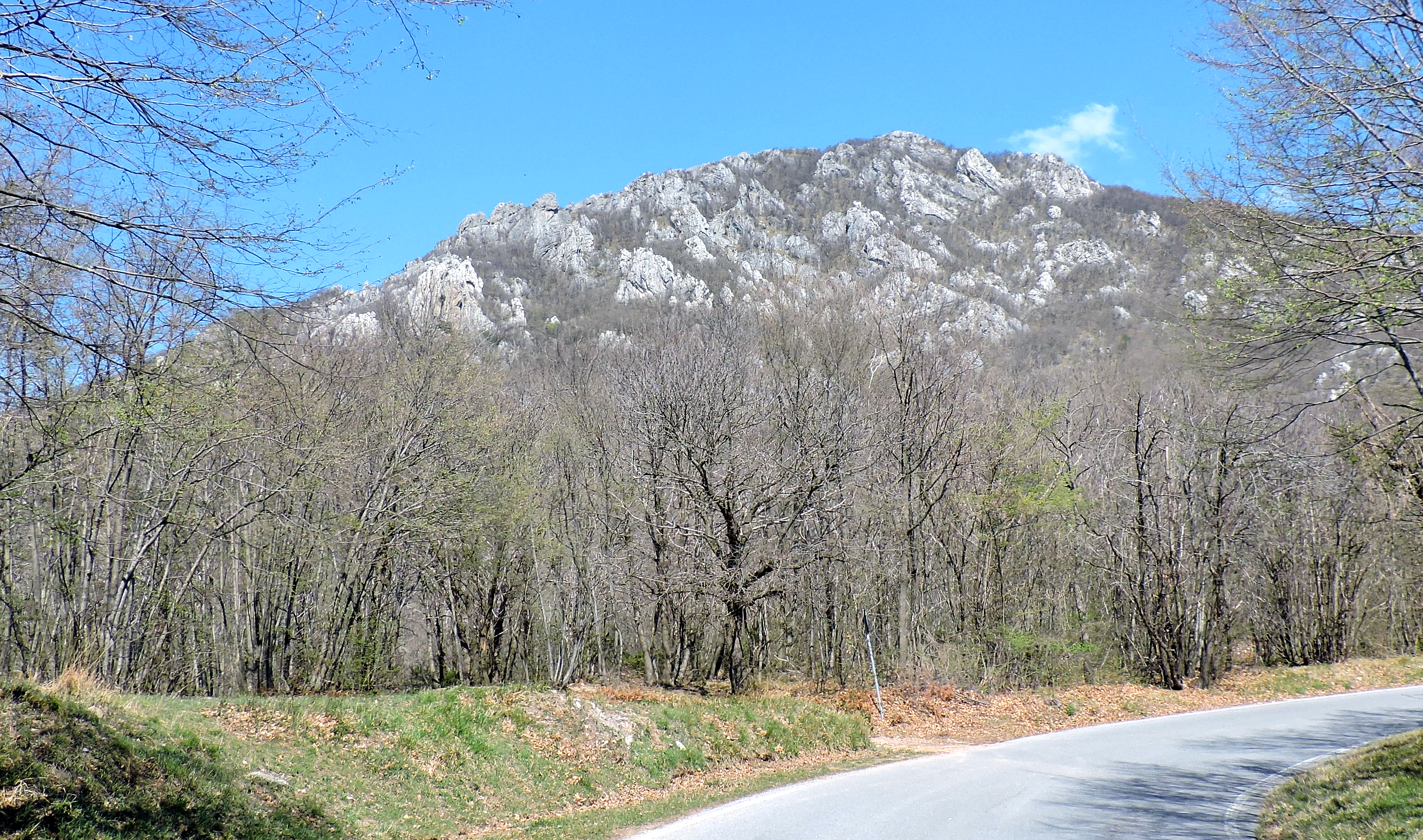
Versante meridionale

Si può salire alla Rocca Barbena dal colle Scravaion per un sentiero segnalato. L'itinerario è valutato di una difficoltà escursionistica E anche se presenta alcuni tratti un po' esposti. In alternativa è possibile raggiungere la cima anche seguendo il crinale orientale della montagna a partire dal Colletto Bianco.
Sia il Colletto Bianco che il colle Scravaion sono toccati dall'Alta Via dei Monti Liguri, che transita poco a nord della cima della Rocca, alla base delle ripida parete rocciosa con la quale questa si affaccia sulla Val Bormida.

## Tutela naturalistica
La Rocca Barbena costituisce un'area protetta provinciale istituita dalla Provincia di Savona per tutelarne le specificità ambientali e paesaggistiche tra le quali particolari forme di erosione di tipo carsico, guglie e torrioni rocciosi, inghiottitoi e grotte. La zona ricade anche nel SIC Monte Ravinet - Rocca Barbena (codice IT 1324011).